# Добыча нефти на Кубе
Нефтедобыча является одной из отраслей экономики Кубы.

## История
О наличии на острове небольших месторождений асфальта (в осадочных породах на территории современной провинции Гавана) было известно достаточно давно, ещё во времена, когда Куба являлась колонией Испании. Впоследствии было установлено, что это небольшие залежи нефти, связанные с отложениями палеогена и мелового периода.

### 1898—1958
В 1898 году, после окончания войны за независимость Куба перешла под контроль США (американская оккупация острова продолжалась до 1902 года, а в 1903 году была принята «поправка Платта», разрешавшая США вводить на Кубу войска без санкции со стороны кубинского правительства). Таким образом, Куба была фактически превращена в полуколонию США.
После окончания второй мировой войны было известно, что в стране есть нефть в небольшом количестве. Но только после того, как в конце 1940-х годов были обнаружены значительные нефтеносные пласты, предприниматели США проявили заинтересованность и одна из компаний США выкупила участок нефтеносных районов близ Мотембо общей площадью более 1 млн га на льготных для себя условиях. Однако добывать там нефть при существовавшем в то время уровне технологий считалось нерентабельно, поэтому в начале 1950-х годов кубинские месторождения нефти рассматривались США в качестве резервной сырьевой базы.
В целом, до 1959 года Куба не обеспечивала себя нефтью и нефтепродуктами, которые приходилось импортировать. Во второй половине 1950х годов сырая нефть закупалась в основном в Венесуэле, а нефтепродукты (топливо, смазочные масла и др.) — в основном у компаний США.

### 1959—1991
После победы Кубинской революции в январе 1959 года США прекратили сотрудничество с правительством Ф. Кастро и стремились воспрепятствовать получению Кубой помощи из других источников. Власти США ввели санкции против Кубы. Продажа нефти и нефтепродуктов на Кубу из США была прекращена.
После этого, во второй половине 1959 года был принят закон о контроле над полезными ископаемыми (который устанавливал 25 % налог на металлы и минералы, вывозимые компаниями США), а в августе — октябре 1960 года правительство Кубы национализировало находившееся на острове имущество США (в том числе, собственность горнодобывающих компаний США). 10 октября 1960 года правительство США установило полное эмбарго на поставки Кубе любых товаров (за исключением продуктов питания и медикаментов).
В ноябре 1960 года было заключено соглашение о проведении советскими специалистами геологоразведочных работ на Кубе. В дальнейшем, СССР начал оказывать помощь Кубе в развитии горнодобывающей, нефтеперерабатывающей и других отраслей промышленности.
В 1960е годы основным источником энергии являлась нефть, импортируемая из СССР, но небольшая нефтедобыча велась в прибрежной полосе провинций Гавана и Матансас, на участке от Мариеля до Варадеро. С целью снизить зависимость страны от импорта нефти в это время в провинции Лас-Вильяс на реке Анабанилья была построена ГЭС мощностью 43 МВт, затем началось строительство ГЭС в бассейне реки Яра (возле Мансанильо), а также других ГЭС.
12 июля 1972 года Куба вступила в Совет экономической взаимопомощи, в 1982 году — стала членом международного хозяйственного товарищества «Интернефтепродукт».
В начале 1980-х годов известные месторождения нефти и газа были малы, промышленное значение имели лишь нефтяные месторождения на северном побережье западной части острова Куба, между Гаваной и Карденасом. При этом, развитие промышленности в 1960—1980 гг. увеличило потребность страны в топливе и электроэнергии. В 1982 году страна импортировала 6 млн тонн нефти и 5 млн тонн нефтепродуктов, собственная добыча была крайне мала.
В 1984 году на западе страны было открыто перспективное месторождение нефти и газа. В 1988 году было завершено строительство нефтеперерабатывающего завода.

### После 1991

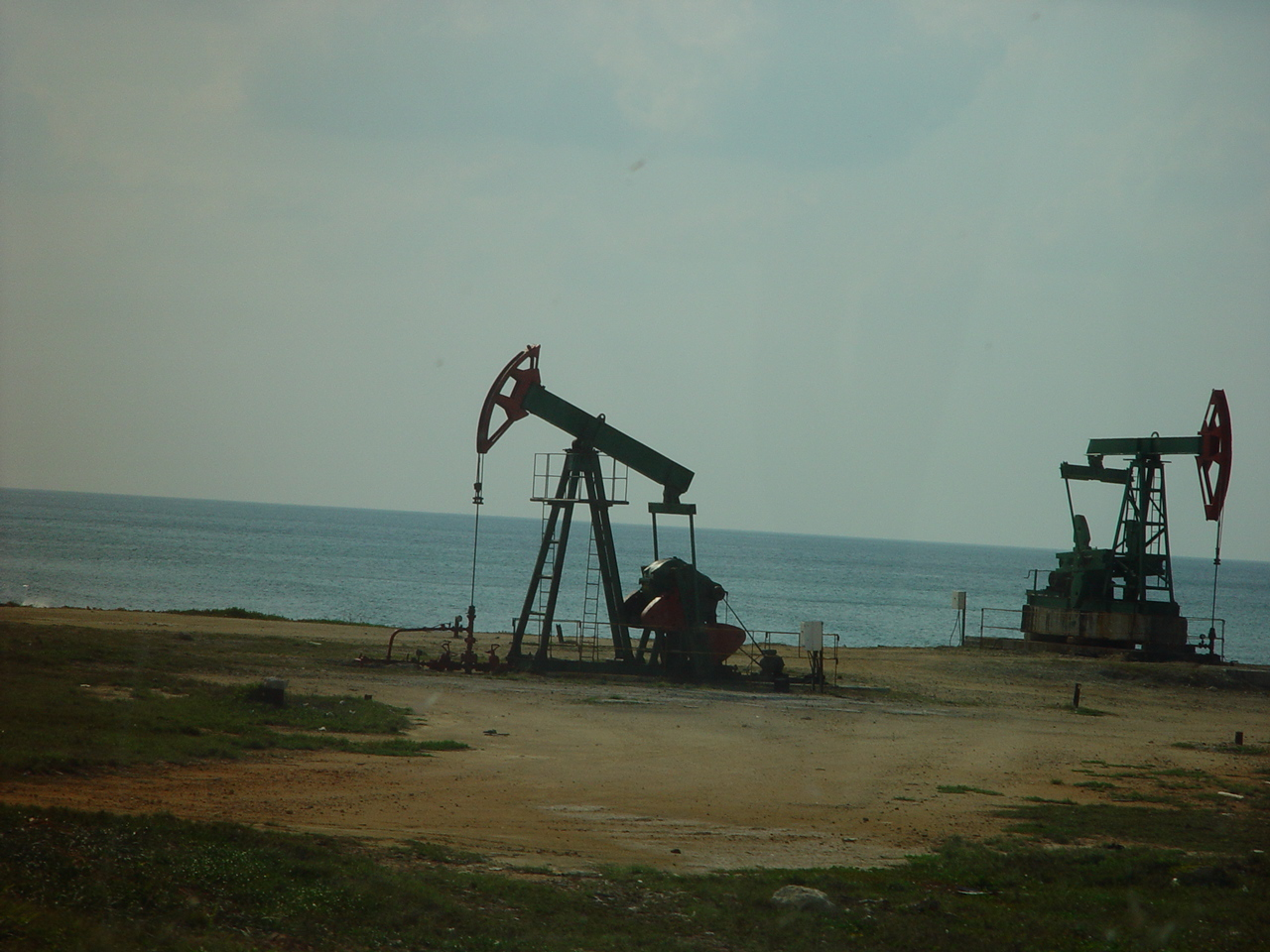
нефтевышки месторождения «Boca De Jaruco» в провинции Гавана, 21 марта 2005

Распад СССР и последовавшее разрушение торгово-экономических и технических связей привело к ухудшению состояния экономики Кубы в период после 1991 года. Правительством Кубы был принят пакет антикризисных реформ, введён режим экономии.
В октябре 1992 года США ужесточили экономическую блокаду Кубы и ввели новые санкции (Cuban Democracy Act).
В середине 1990х годов экономическое положение Кубы стабилизировалось.
12 марта 1996 года конгресс США принял закон Хелмса-Бёртона, предусматривающий дополнительные санкции против иностранных компаний, торгующих с Кубой. Судам, перевозящим продукцию из Кубы или на Кубу, запрещено заходить в порты США.
В 2006 году началось освоение нефтегазового месторождения к северу от острова, недалеко от побережья Флориды. В том же 2006 году Иран и Куба подписали соглашение о техническом сотрудничестве в нефтяной отрасли. Иран обязался оказать помощь в разведке нефтяных месторождений, строительстве и модернизации предприятий нефтяной промышленности.
Всего в 2006 году было добыто 2,9 млн тонн нефти, в 2007 году — 3,5 млн тонн нефти (не считая добытого попутного газа).
В 2014 году «Роснефть» и кубинская государственная нефтяная компания «Union CubaPetroleo» подписали соглашение о сотрудничестве в области повышения нефтеотдачи на зрелых месторождениях и соглашение о совместной разработке кубинского шельфа.